# オースチナイト
オースチナイト（英: Austinite）は、シュツルンツ分類において「リン酸塩鉱物、ヒ酸塩鉱物、バナジン酸塩鉱物」に分類される鉱物である。組成式は CaZn[OH|AsO4]。カルシウム・亜鉛と、ヒ酸・水酸化物イオンの複塩である。 
オースチナイトは直方晶系結晶構造を持ち、様々な結晶形・集合形をとる。層状から柱状結晶の他、外皮のある球果状、腎臓形、球状、繊維状集合鉱物として産する。また、しばしば左手系結晶面のものと右手系結晶面のものの異るキラリティー（エナンチオモルフ）を持つもの同士の双晶を形成する。
純粋なオースチナイトは無色で、格子欠陥と双晶形成の両方の原因から白色を示す。しかし、外来要素により黄白色、緑色、茶色を示すこともある。
オースチナイトはコニカルコ石と完全固溶体を成す。

## 語源と歴史
オースチナイトは1935年、アメリカ合衆国ユタ州トゥーイル郡のディープクリーク山地中にある「ゴールドヒル鉱山」においてロイド・W・ステイプルズにより初発見され、スタンフォード大学の鉱物学者、オースティン・フリント・ロジャース (1877–1957) に因み命名された。

## 分類
置き換えられつつあるが未だ普及しているシュツルンツ分類第8版では、オースチナイトは「リン酸塩鉱物、ヒ酸塩鉱物、およびバナジン酸塩鉱物」に分類され、ここから「外来アニオンを含む無水リン酸塩」に細分化、さらにダフト石、ガブリエルソナイト、ゴットロバイト、コバルトオースチナイト、コニカルコ石、ニッケルオースチナイト、タンジェ石と共にアデル石を標準鉱石とするアデル石群を構成する。
2001年に国際鉱物学連合 (IMA) に採用されたシュツルンツ分類第9版では「リン酸塩鉱物、ヒ酸塩鉱物、およびバナジン酸塩鉱物」に分類され、そこから「外来アニオンを含む無水リン酸塩等」に細分化される。この分類はさらにカチオンのサイズおよび、随伴アニオンとリン酸（またはバナジン酸、ヒ酸）イオンとの比率に基き、「中規模から最大のカチオンを含み、 (OH etc.):RO4 = 1:1 を満たす鉱物」に分類され、砒デクロワゾー石を加えた分類番号 8.BH.35 の「アデル石群」を構成する。
ダナ分類でもオースチナイトは「リン酸塩鉱物（など）」に分類され、「水酸基もしくはハロゲンを含む無水リン酸塩等」に細分化、さらに「水酸基もしくはハロゲンを含み組成式 (AB)2(XO4)Zq を持つ無水リン酸塩等」以下に、ここでもアデル石、コニカルコ石、オースチナイト、ベータダフト石、ガブリエルソナイト、タンジェ石、ニッケルオースチナイト、コバルトオースチナイト、砒デクロワゾー石で分類番号 41.05.01「アデル石族」を構成する。

## 結晶構造
オースチナイトは空間群 P 21 21 21 を持ち、格子定数 a = 7.51 Å; b = 9.04 Å, c = 5.93 Å,  の既約単位胞あたり4式量を含む結晶を形成する。

## 変種
オースチナイト銅を含有する緑色の変種は Barthite と呼ばれる。

## 形成と分布

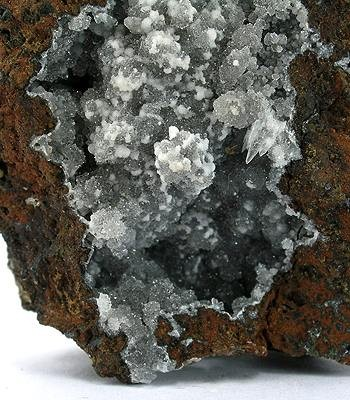
アメリカ、ユタ州、「ゴールドヒル鉱山」産のオースチナイト（銀灰色光沢）とタルメス石（白）

オースチナイトは、金属鉱床のうち砒素が豊富かつ酸化帯内に希少な二次鉱物として生じる。随伴鉱物としては、とりわけアダマイト、褐鉄鉱、石英、タルメス石が挙げられる。
オースチナイトは希少鉱物であり、その産地は2016年現在までにおよそ90箇所しか知られていない。基準産地である「ゴールドヒル鉱山」の他にも、ユタ州、ジューアブ郡、マンモスに隣接する「ゴールドチェイン鉱山」でも見付かっている。
ドイツ国内の産地としては、なかでもバーデン＝ヴュルテンベルク州のゲンゲンバッハに隣接する「ジルバーブリュンル」採掘場および、ライヒェンバッハ近郊のヴァイラーに隣接する「ミヒャエル」採掘場、 ラーン川のラインラント＝プファルツ州部分にあるバート・エムス近郊やザクセン州のエルツ山岳地帯にあるシュネーベルクに隣接するザンクト・ヴォルフギャング・ウント・マーセン採掘場が知られている。
オーストリア国内では、ザルツブルク州、ヒュットヴィンクルタール（ホーエ・タウエルン山脈、ラウリザータールに近接）の二つのボタ山でのみ見付かっている。
他の産地としては、南オーストラリア州、ボリビアのラパス県、ブルガリアのヴラツァ州、チリのアタカマ州、中国の内モンゴル自治区、フランスのブルターニュおよびラングドック＝ルシヨン、ギリシャのラブリオ地域、モロッコのスース＝マサ＝ドラア地方、メキシコのチワワ州およびドゥランゴ州、ナミビアのツメブおよびグルートフォンテイン、ポーランドのキェルツェ山地（シフィエントクシスキエ山地）、ザンビアの中央州、スペインのアンダルシア州およびカタルーニャ州、ハンガリーのボルショド・アバウーイ・ゼンプレーン県、アメリカ合衆国のアリゾナ州、カリフォルニア州、コロラド州、ネバダ州、ニュージャージー州、ニューメキシコ州、ユタ州、ワシントン州が挙げられる。

## 文献
- Lloyd W. Staples: Austinite, a new arsenate mineral, from Gold Hill, Utah. In: American Mineralogist Band 20 (1935), S. 112–119 (PDF 469,3 kB)
- Friedrich Klockmann (1978) [1891], Paul Ramdohr, Hugo Strunz (ed.), Klockmanns Lehrbuch der Mineralogie (ドイツ語) (16. ed.), Stuttgart: Enke, p. 632, ISBN 3-432-82986-8。